# Каменщик Олександра
Олександра Каменщик (рум. Alexandra Camenșcic; 28 серпня 1988, Криуляни) — молдавська лижниця і біатлоністка, учасниця Олімпійських ігор у Ванкувері та Сочі.